# Nyctophila syriaca
Nyctophila syriaca is een keversoort uit de familie glimwormen (Lampyridae). De wetenschappelijke naam van de soort is voor het eerst geldig gepubliceerd in 1871 door Baudi di Selve.